# Coenonympha andalgalensis
Coenonympha andalgalensis är en fjärilsart som beskrevs av Jörgensen 1935. Coenonympha andalgalensis ingår i släktet Coenonympha och familjen praktfjärilar. Inga underarter finns listade i Catalogue of Life.